# تکنوپروم‌اکسپورت
تکنوپروم‌اکسپورت (به روسی: Технопромэкспорт) یک شرکت مهندسی روسی است که در زمینه ساخت تاسیسات انرژی در روسیه و خارج از کشور از جمله نیروگاه های برق آبی، حرارتی، ژئوترمال و دیزلی، خطوط برق و پست های برق فعالیت می کند. این شرکت در سال ۱۹۵۵ تشکیل شد و در آوریل ۲۰۰۶ به یک شرکت سهامی عام تبدیل شد. سرمایه اصلی این شرکت ۱۵.۷ میلیارد روبل است. دفتر مرکزی این شرکت در مسکو قرار دارد.